# 아노르토시스 파마구스타 FC

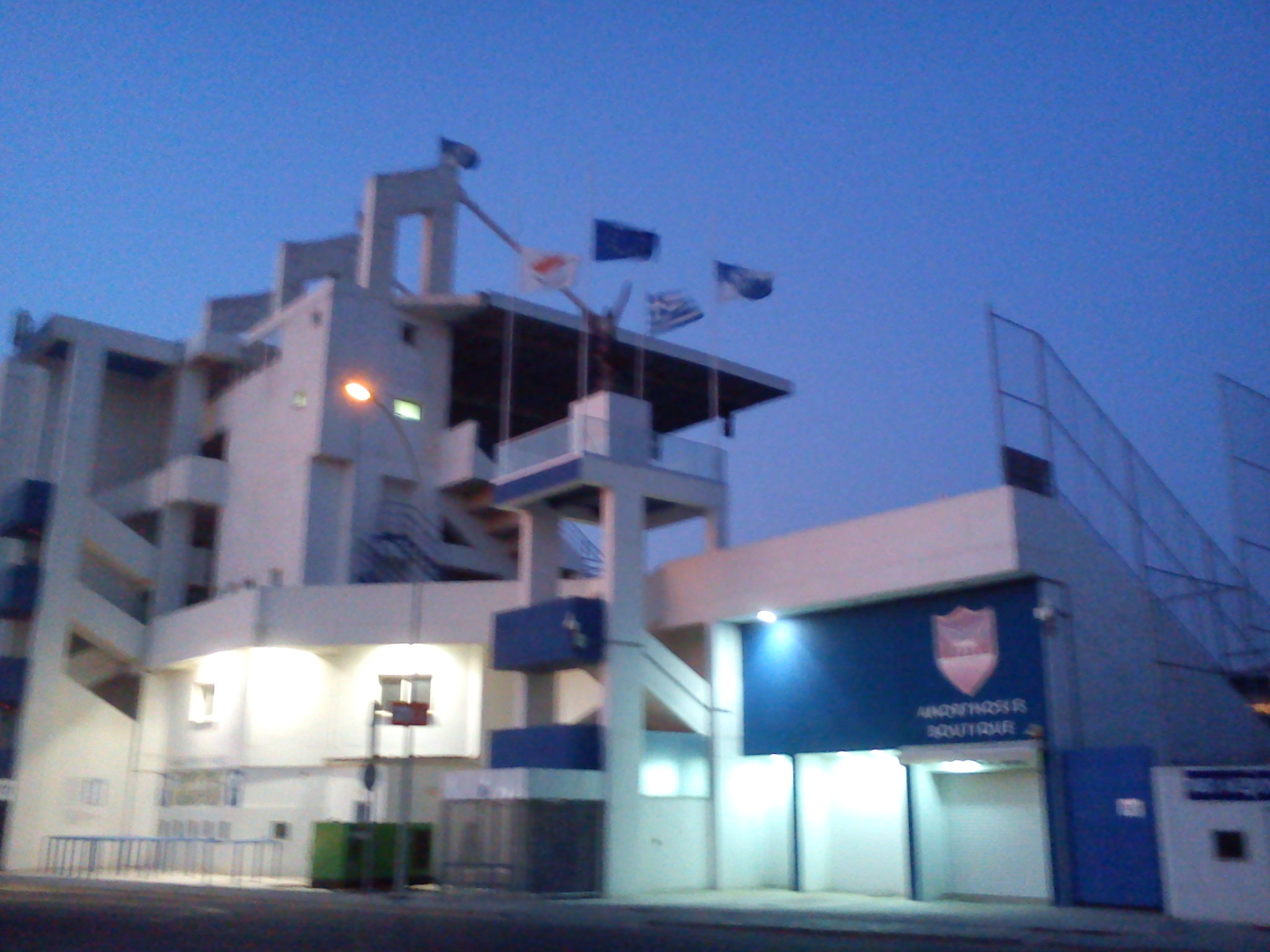

아노르토시스 파마구스타 FC(그리스어: Ανόρθωση Αμμοχώστου)는 키프로스의 축구 클럽으로 1911년에 창단되었다. 연고지는 파마구스타이지만, 현재는 라르나카에 임시 연고를 두고 있다. 아노르토시스는 축구팀 외에도 배구팀과 핸드볼팀을 보유하고 있다.

## 역사
클럽은 1911년 1월 30일에 창단되었다. 1974년 터키의 키프로스 침공 이후에 연고지를 잃고 임시로 라르나카의 안토니스 파파도풀로스 스타디움을 사용하고 있다. 아노르토시스의 홈구장은 GSE 경기장이지만 1974년 이후 사용하지 못하고 있다. 아노르토시스는 리그 우승 13회, 컵 대회 우승 10회를 기록하고 있다. 그리고 슈퍼컵 6회 우승 기록도 있다.

## 선수 명단

### 현역
2025년 7월 11일 기준.

참고: FIFA 자격 규정에 따라 소속된 국가대표팀 국기를 표시합니다. 선수는 복수의 FIFA 비회원국 국적을 가지고 있을 수 있습니다.
| 번호 | 포지션 | 국적 | 이름          |
| ---- | ------ | ---- | ------------- |
| 3    | DF     |      | 프란 가르시아 |

| 번호 | 포지션 | 국적 | 이름                |
| ---- | ------ | ---- | ------------------- |
| -    | MF     |      | 아구스틴 로드리게스 |

## 역대 감독
| 감독                | 임기        |
| ------------------- | ----------- |
| 안겔 이오르더네스쿠 | 1990 ~ 1992 |

## 역대 성적
- 키프로스 챔피언십 : 13

1950, 1957, 1958, 1960, 1962, 1963,1995, 1997, 1998, 1999, 2000, 2005, 2008
- 키프로스컵 : 10

1949, 1959, 1962, 1964, 1971, 1975, 1998, 2002, 2003, 2007
- 키프로스 슈퍼 컵 : 7

1962, 1964, 1995, 1998, 1999, 2000, 2007